# Betula humilis
La betulla minore (Betula humilis Schrank) è una specie arborea della famiglia Betulaceae diffusa in Europa e in Asia. Le foglie sono ovate, con margine seghettato, lunghe tra 1,2 e 3,5 centimetri.

## Distribuzione e habitat
B. humilis è diffusa nelle foreste e nelle praterie dell'Europa continentale e dell'Asia, ad altitudini comprese tra i 1400 ed i 1800 metri.